# ديريك فولدز
ديريك فولدز (بالإنجليزية: Derek Fowlds)‏ (1937 - 2020)، هو ممثل إنجليزي، اشتهر بلعب دور برنارد وولي في كوميديا التلفزيون البريطاني يس منستر ويس برايمنستر.
توفي يوم 17 يناير 2020 بمدينة باث إنجلترا عن عمر ناهز(82 عامًا).

## روابط خارجية
- ديريك فولدز على موقع IMDb (الإنجليزية)
- ديريك فولدز على موقع روتن توميتوز (الإنجليزية)
- ديريك فولدز على موقع ألو سيني (الفرنسية)
- ديريك فولدز على موقع ميوزك برينز (الإنجليزية)
- ديريك فولدز على موقع أول موفي (الإنجليزية)
- ديريك فولدز على موقع قاعدة بيانات برودواي على الإنترنت (الإنجليزية)
- ديريك فولدز على موقع قاعدة بيانات الأفلام السويدية (السويدية)
- ديريك فولدز على موقع ديسكوغز (الإنجليزية)
- ديريك فولدز على موقع قاعدة بيانات الفيلم (الإنجليزية)
- ديريك فولدز على موقع كينوبويسك (الروسية)